# Colfontaine
Colfontaine ist eine Gemeinde in der belgischen Provinz Hennegau.
Sie entstand 1977 aus der Fusion der Gemeinden Pâturages, Warquignies und Wasmes. Die Gemeinde liegt in der Industrielandschaft Borinage und war bis in die 1960er Jahre vom Steinkohleabbau geprägt.

## Weblinks

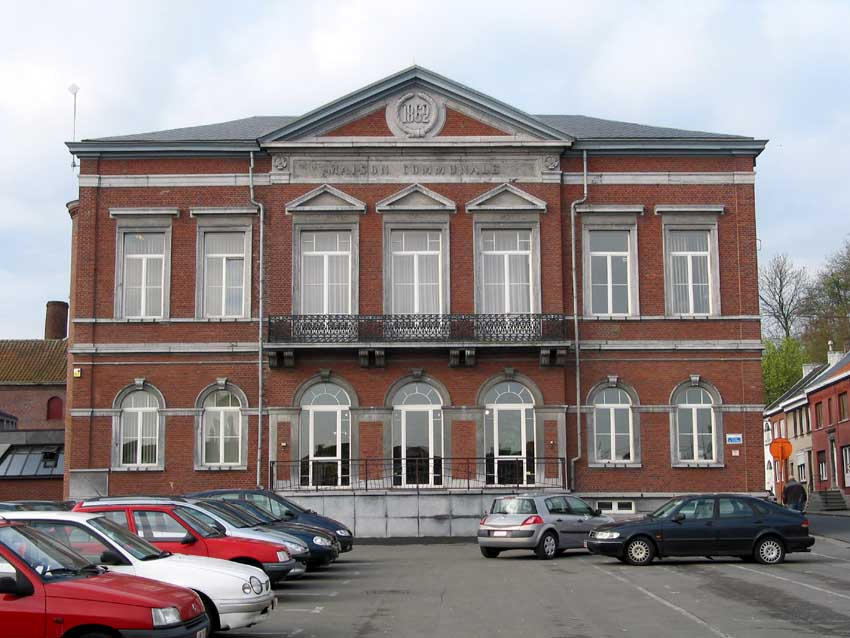
Rathaus in Pâturages
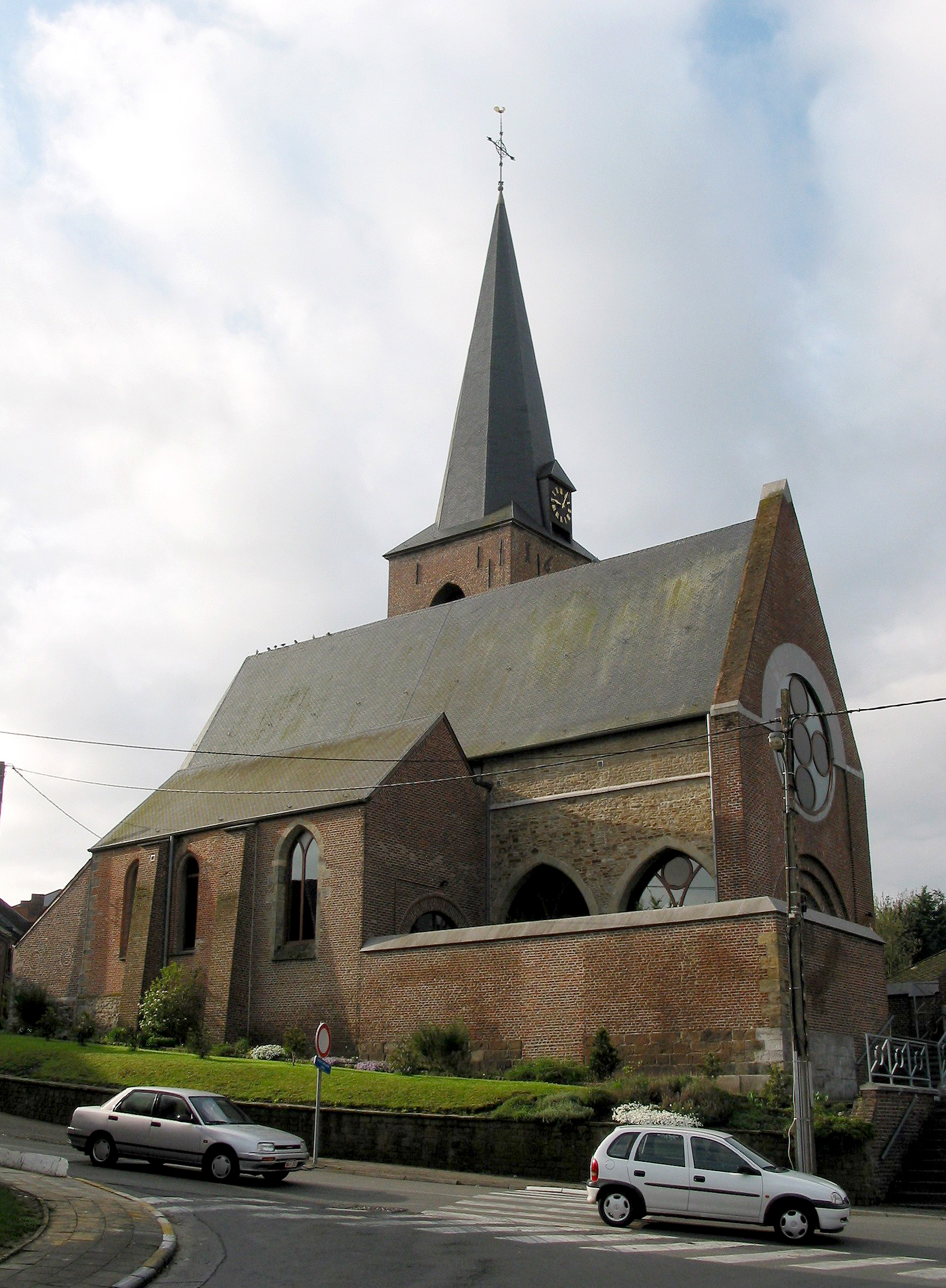
Kirche Notre-Dame in Wasmes